# Nicetas Nowogrodzki
Nicetas Nowogrodzki, ros. Никита (zm. 31 stycznia 1108 w Nowogrodzie Wielkim) – biskup nowogrodzki, rosyjski święty prawosławny znany z czynienia cudów. Najpierw był mnichem, potem eremitą, następnie znowu w klasztorze. Biskup od 1095 r.